# فريد ديلوكا
فريدريك «فريد» ديلوكا (بالإنجليزية: Frederick A. "Fred" DeLuca)‏ (من مواليد 1948 - 14 سبتمبر 2015) هو الملياردير ورجل الأعمال الأميركي وأحد المؤسسين سلسلة المطاعم للوجبة سريعة المعروفة باسم صب واي. أيضاَ هو من خريجي كلية الحقوق بجامعة بريدجبورت.